# Poligon echilateral
În geometrie, un poligon echilateral este un poligon care are toate laturile de aceeași lungime. 
De exemplu, un triunghi echilateral este un triunghi a cărui laturi sunt egale. Toate triunghiurile echilaterale se aseamănă între ele și toate au un unghiul intern de 60°.
Un patrulater echilateral este un romb.